# Louis-Gabriel-Auguste d'Andigné de Mayneuf
Pour les autres membres de la famille, voir Famille d'Andigné.
Louis-Gabriel-Auguste comte d'Andigné de Mayneuf (né le 12 décembre 1763 au Lion-d'Angers, Maine-et-Loire, mort le 17 mai 1839 à sa terre des Alliers, Maine-et-Loire), est un homme politique français.

## Biographie
Voué d'abord à l'état ecclésiastique, il fait ses premières études au collège de La Flèche. 
Il est, plus tard, conseiller au parlement de Bretagne (1788). Quand arrive la Révolution, il se retire dans ses terres. 
Il est poursuivi et incarcéré à deux reprises, en 1793 et sous le Directoire. Il contribue en 1799 à la pacification de sa région. Il entre, en l'an XIII, au conseil général de Maine-et-Loire, dont il devint le président.
Maire de Chambellay sous la Restauration, il est nommé président du collège électoral de Segré. Il est élu le 22 août 1815 député de Maine-et-Loire ou il siège à droite. Il est réélu après la dissolution, le 4 octobre 1816 puis, le 14 novembre 1820, et reprend sa place à droite, parmi les « ultras ». Le collège de Segré le renvoya encore à la Chambre de 1824, contre son parent d'Andigné de la Blanchaye, candidat libéral, qui est battu. Il est nommé premier président de la Cour d'appel d'Angers en 1824. Il démissionne de ses fonctions en 1830, et finit sa vie discrètement dans sa terre des Alliers-en-Chambellay.

## Famille
Membre de la famille d'Andigné, il est le fils de Charles Gabriel Auguste dit le Marquis de Mayneuf (1715-1768) et de  Elisabeth Jeanne Poulain de Bouju (née vers 1722, décédée le 26/03/1794 à la prison du Calvaire d'Angers). Il épouse successivement Jeanne Saget de La Jonchère, Sophie Louise d'Aux de Bournais, Armande de Robien, et Adélaïde du Parc (fille de Constantin Duparc de Barville). Il a un fils et quatre filles dont la plus jeune, Marie-Charlotte (1820-1885), fut la mère de Maurice d'Andigné (1844-1926), qui sera l'un des principaux chefs de file du légitimisme après 1883 (après avoir été secrétaire du comte de Chambord).
Auguste d'Andigné de Mayneuf est aussi (par sa fille aînée, Agathe) le grand-père de Hervé de Saisy de Kerampuil, homme politique français, et le cousin du général comte d'Andigné.

## Distinction
- Chevalier de la Légion d'honneur (17 aout 1824)[1]

## Source
- « Louis-Gabriel-Auguste d'Andigné de Mayneuf », dans Adolphe Robert et Gaston Cougny, Dictionnaire des parlementaires français, Edgar Bourloton, 1889-1891 [détail de l’édition]